# Eurico Gaspar Dutra
Eurico Gaspar Dutra (Cuiabá, 18 de mayo de 1883-Río de Janeiro, 11 de junio de 1974) fue presidente constitucional de Brasil desde 31 de enero de 1946 hasta 31 de enero de 1951.

## Biografía
Militar, se adhirió a la revolución de 1930 y tras el ascenso al poder de Getúlio Vargas mostró inicial identificación con el nuevo régimen; Dutra también comandó la represión de la insurrección comunista de 1935. En 1937 fue designado ministro de guerra del gobierno Vargas, en lo que sería una prolongada gestión ministerial de casi una década; fue partidario de mantener buenas relaciones con los países del Eje hasta que la presión estadounidense hizo imposible mantener esta situación. Durante esos años Dutra llegó al puesto de mariscal.
Dutra manifestó luego su apoyo a la democratización de Brasil y al fin del Estado Novo regido por Vargas y por eso en agosto de 1945 fue destituido como ministro. Tras ello Dutra participó en el movimiento que llevó al derrumbe de la dictadura de Getúlio Vargas en octubre del mismo año. Inmediatamente después fue candidato en las primeras elecciones presidenciales después del derrumbe de Vargas y las ganó, superando a Eduardo Gomes, su rival por la Unión Democrática Nacional (UDN).

### Presidencia constitucional de la República
Dutra asumió la presidencia el día 31 de enero de 1946 y poco después se aproximó a los sectores conservadores, incluyendo aquellos representados por la UDN, a través del llamado Acuerdo Interpartidário, lo que causó la marginalización de Vargas y del Partido Trabalhista Brasileiro (PTB), que acabaron por romper con el presidente. Una de sus medidas más características, influenciada por la cercanía de Dutra a la Iglesia católica, fue prohibir por ley la práctica de juegos de azar en todo el territorio brasilero desde el 30 de abril de 1946. Ello, no obstante, perjudicó a varios empresarios y trabajadores, así como a diversas ciudades que obtenían ingresos del turismo basado en los casinos de juego, como Petrópolis y Poços de Caldas, entre otras.
El gobierno de Dutra fue marcado, además, por una política conducida a partir de postulados liberales, favoreciendo la libertad económica y eliminando grandes rasgos del corporativismo económico impuesto por Getúlio Vargas. Una medida controvertida y censurada de Dutra fue fomentar el rápido agotamiento de las reservas de moneda extranjera expresadas en divisas como dólares estadounidenses y libras esterlinas, que habían sido acumuladas durante la Segunda Guerra Mundial, así como una severa política de ahorro salarial. Apartó al país del bloque socialista de Europa Oriental, inclusive colocando en la ilegalidad al Partido Comunista Brasileño (PCB) y rompiendo las relaciones diplomáticas con la Unión Soviética. 
Definitivamente se debe a Dutra buena parte del predominio que los Estados Unidos ejercieron sobre el Brasil en las décadas siguientes, en tanto el nuevo régimen privilegió las relaciones políticas y económicas con los EE. UU., forjando una alianza informal. En el plano interno, elaboró el plan SALTE (Salud, Alimentación, Transporte y Energía), de carácter desarrollista, pero fracasó ya que fue abandonado. Inició la conexión por carretera entre las ciudades de Río de Janeiro y São Paulo, a través de la ruta conocida hoy como Rodovia Presidente Dutra, una de las más importantes del país.
En su gabinete se destacaron Carlos Luz (Interior y Justicia), Pedro Luís Correia e Castro (Hacienda), Pedro Calmon (Educación) y João Neves da Fontoura (Relaciones Exteriores).

### Actuación posterior
Al dejar el poder, Dutra siguió activo en política y se opuso al gobierno de João Goulart. Tras el golpe de Estado de 1964 intentó volver a la política activa, pero fracasó en su empeño pues ya había sido desplazado por una nueva generación de jefes militares. Murió en 1974 en Río de Janeiro.